# Tabanus cyclopus
Tabanus cyclopus är en tvåvingeart som beskrevs av Philip 1961. Tabanus cyclopus ingår i släktet Tabanus och familjen bromsar.
Artens utbredningsområde är Ecuador. Inga underarter finns listade i Catalogue of Life.